# Dypterygia punctirena
Dypterygia punctirena là một loài bướm đêm trong họ Noctuidae.